# 영랑호
영랑호(永郞湖)는 강원특별자치도 속초시 장사동 · 금호동 · 동명동 · 영랑동에 있는 석호로 둘레의 길이 8km, 면적 1.2km2이다. 신라시대의 화랑인 영랑(永郞)이 발견했다는 기록이 삼국유사(三國遺事)에 있어서 현재의 이름이 지어졌다. 속초시의 대표적인 관광지로 청초호와 함께 관광객들이 많이 찾는 곳이다.

## 같이 보기
- 청초호